# Eddie Bracken
Pour les articles homonymes, voir Bracken.
Eddie Bracken (né le 7 février 1915 à Astoria dans l'État de New York aux États-Unis et mort le 14 novembre 2002 à Glen Ridge dans le New Jersey) est un acteur américain.

## Biographie
Eddie Bracken a joué dans deux films avec des acteurs qui deviendront plus tard président des États-Unis : Ronald Reagan et Donald Trump.  Il a joué dans The Girl from Jones Beach avec Ronald Reagan en 1949 et Trump (qui a joué un rôle mineur) dans Maman, j'ai encore raté l'avion ! en 1992.
Eddie Bracken y joue Mr Ducan, le propriétaire du magasin de jouets.
Pour ses contributions à la radio et à la télévision, Eddie Bracken a deux étoiles sur le Hollywood Walk of Fame, respectivement au 1651 Vine Street et au 6751 Hollywood Boulevard.

## Filmographie

### Cinéma
- 1940 : Too Many Girls de George Abbott : Jojo Jordan
- 1941 : Life with Henry de Theodore Reed : Basil 'Dizzy' Stevens
- 1941 : Le Tombeur du Michigan (Reaching for the Sun) de William A. Wellman : Benny Hogan
- 1941 : L'Engagé volontaire (Caught in the Draft) de David Butler : Bert Sparks
- 1942 : L'Escadre est au port (The Fleet's In) de Victor Schertzinger : Barney Waters
- 1942 : Trois Gouttes de poison (Sweater Girl) de William Clemens : Jack Mitchell
- 1942 : Au pays du rythme (Star Spangled Rhythm) de George Marshall : Johnny Webster
- 1943 : Happy Go Lucky de Curtis Bernhardt : Wally Case
- 1943 : Young and Willing (en) d'Edward H. Griffith : George Bodell
- 1944 : Miracle au village (The Miracle of Morgan's Creek), de Preston Sturges : Norval Jones
- 1944 : Héros d'occasion (Hail the Conquering Hero) de Preston Sturges : Woodrow Lafayette Pershing Truesmith
- 1944 : Lona la sauvageonne (Rainhow Island) de Ralph Murphy : Toby Smith
- 1945 : L'Or et les Femmes (Bring on the Girls) de Sidney Lanfield : J. Newport Bates
- 1945 : Un cœur aux enchères (Out of This World) de Hal Walker : Herbie Fenton
- 1945 : Duffy's Tavern de Hal Walker : Eddie Bracken
- 1945 : Épousez-moi, chérie ! (Hold That Blonde!) de George Marshall : Ogden Spencer Trulow III
- 1947 : Ladies' Man (en) de William D. Russell : Henry Haskell
- 1947 : Fun on a Weekend d'Andrew L. Stone : P.P. Porterhouse III
- 1949 : Vénus devant ses juges (The Girl from Jones Beach) de Peter Godfrey : Chuck Donovan
- 1950 : La Jolie Fermière (Summer Stock) de Charles Walters : Orville Wingait
- 1951 : Les Coulisses de Broadway (Two Tickets to Broadway) de James V. Kern : Lew Conway
- 1952 : About Face de Roy Del Ruth : Boff Roberts
- 1952 : Cinq Mariages à l'essai (We're Not Married!) de Edmund Goulding : Willie Fisher
- 1953 : A Slight Case of Larceny (en) de Don Weis : Frederick Winthrop Clopp
- 1962 : Un dimanche d'été (Una Domenica d'estate) de Giulio Petroni : Bit Part
- 1971 : Shinbone Alley de John David Wilson et David Detiege : Archy (voix)
- 1983 : Bonjour les vacances... (Vacation) de Harold Ramis : Roy Walley
- 1991 : L'embrouille est dans le sac (Oscar) de John Landis : Five Spot Charlie
- 1992 : Maman, j'ai encore raté l'avion ! (Home Alone 2: Lost in New York) de Chris Columbus : Mr. E.F. Duncan, Owner Duncan's Toy Chest
- 1993 : La Star de Chicago (Rookie of the Year) de Daniel Stern : Bob Carson
- 1994 : Bébé part en vadrouille (Baby's Day Out) de Patrick Read Johnson (en) : Old Timer
- 1997 : Le Petit Grille-pain courageux : À la rescousse (The Brave Little Toaster to the Rescue) (vidéo) : Sebastian (voix)

### Télévision
- 1985 : Arabesque (série télévisée, Saison 1, épisode 19) : Barney Ogden
- 1987 : The Wind in the Willows (en) d'Arthur Rankin Jr.  et Jules Bass (téléfilm) : Moley (voix)
- 1993 : The American Clock : Grandpa
- 1994 : Assault at West Point: The Court-Martial of Johnson Whittaker (en) : Maj. Charles T. Alexander
- 2000 : The Ryan Interview : Bob Ryan